# Lovers (film, 1999)
Pour les articles homonymes, voir Lovers.
Pour plus de détails, voir Fiche technique et Distribution.
Lovers (Dogme # 5 - Lovers) est un film français réalisé par Jean-Marc Barr et Pascal Arnold, sorti en 1999.

## Synopsis
Jeanne, une jeune libraire, rencontre un jour Dragan, un jeune peintre yougoslave clandestin. Elle apprend au cours d'un simple contrôle de police qu'il n'a pas de papiers et qu'il réside clandestinement en France. Au cours des mois passés ensemble, tous deux deviennent fous l'un de l'autre. Après plusieurs mois de romance et d'amour, Dragan décide de rentrer au pays pour ne plus vivre dans la crainte d'une expulsion.

## Fiche technique
- Titre : Lovers
- Titre original : Dogme # 5 - Lovers
- Réalisation : Jean-Marc Barr
- Scénario : Pascal Arnold et Jean-Marc Barr
- Production : Pascal Arnold, Jean-Marc Barr (coproducteur) et Emmanuelle Mougne (producteur associé)
- Montage : Brian Schmitt
- Décors : Françoise Rabut
- Costumes : Mimi Lempicka
- Pays d'origine :  France
- Langues originales : français, anglais et serbo-croate
- Format : couleurs
- Durée : 100 minutes
- Lieu de tournage : Paris
- Dates de sortie :
  -  Italie : 8 octobre 1999
  -  Allemagne : 11 novembre 1999
  -  France : 8 décembre 1999
  -  Belgique : 19 janvier 2000

## Distribution
- Élodie Bouchez : Jeanne
- Sergej Trifunović : Dragan
- Mathias Benguigui :  Le policier
- Jean-Christophe Bouvet :  Le kiosquier
- Philippe Duquesne :  Le client
- Irina Decermic :  Maria
- Graziella Delerm :  La flic
- Thibault de Montalembert :  Jean-Michel
- Mirza Halilovic :  L'ami agent
- Dragan Nicolic :  Zlatan
- Geneviève Page :  Alice
- Patrick Catalifo

## Autour du film
Lovers est le 5e film à être réalisé selon les principes du Dogme95 (et le 1er non-danois).

## Distinctions
- Festival du jeune cinéma est-européen de Cottbus 1999 : Mention spéciale du prix FIPRESCI (Jean-Marc Barr, « pour son utilisation créative du langage cinématographique afin de révéler un problème de pression contemporaine »)
- Festival du film de Munich 1999 : Prix High Hopes (Pascal Arnold et Emmanuelle Mougne)